# Sakis Tolis
Athanasios Tolis, detto Sakis (Atene, 29 giugno 1972), è un chitarrista e cantante greco.
È il cantante e chitarrista del gruppo musicale black metal dei Rotting Christ, dove suona anche il fratello Themis Tolis. Nei primi album in studio utilizzava lo pseudonimo Necromayhem.
È inoltre il chitarrista dei Thou Art Lord, e negli ultimi album  prodotti dalle sue band ha anche svolto il ruolo di produttore.